# José Leite Nogueira Pinto
José Leite Nogueira Pinto CvC • ComNSC (Matosinhos, Leça da Palmeira, 1875 - ?), 1.º Conde de Leça, foi um advogado e diplomata português.

## Biografia
Bacharel formado em Direito na Faculdade de Direito da Universidade de Coimbra, entrou em 1901, por concurso, para o Ministério dos Negócios Estrangeiros, e foi colocado como Adido na Legação de Portugal em Roma, Itália, no Palácio do Quirinal. De Roma foi transferido, com a categoria de Secretário, para a Legação em Londres, Grã-Bretanha e Irlanda, e depois para a de Paris, França, onde esteve de 1907 a 1910. Após a Proclamação de Implantação da República Portuguesa pediu a demissão e abandonou a carreira diplomática.
Foi Cavaleiro da Real Ordem Militar de Nosso Senhor Jesus Cristo como Advogado no Porto a 6 de Março de 1902 (Diário do Governo, n.º 118, 28 de Maio de 1902), Comendador da Real Ordem Militar de Nossa Senhora da Conceição de Vila Viçosa como Bacharel a 18 de Dezembro de 1902 (Diário do Governo, n.º 38, 18 de Fevereiro de 1903), Cavaleiro da Ordem Nacional da Legião de Honra de França e Cavaleiro da Ordem da Coroa da Itália de Itália.
O título de 1.º Conde de Leça foi-lhe concedido em sua vida como Bacharel por D. Carlos I de Portugal por Alvará de 16 e Decreto e Carta de 28 de Julho de 1906 (Diário do Governo, n.º 197, 3 de Setembro de 1906 e Arquivo Nacional da Torre do Tombo, Mercês de D. Carlos I, L. 23, fl. 123v), e teve Alvará do Conselho de Nobreza de Duarte Nuno de Bragança de 30 de Abril de 1947.

## Casamento
Casou com Maria Inês Pereira Guimarães, sem geração.